# Kamýci z Pokratic
Kamýci z Pokratic byl český šlechtický rod vladyků a rytířů sídlící v Pokraticích nedaleko Litoměřic, kteří se nazývali po hradu Kamýku, který dali vystavět.
První zmínka o rodu pochází ze 14. století, kdy Jindřich z Pokratic dal znovu vystavět hrad Kamýk a náhradou za vynaložené prostředky mu král Jan Lucemburský dal hrad v manství a k tomu přidal ves Žalhostice a možnost vybírat clo na řece Labi. Jindřichovi potomci se po hradu psali Kamýkové z Pokratic. V roce 1360 se jeho syn Halmanus stal farářem kostela Všech svatých v Litoměřicích. Jindřich Kamýk z Pokratic byl v roce 1362 jmenován 22. proboštem litoměřické kapituly sv. Štěpána, funkci vykonával až do roku 1368. Po roce 1370 zemřel.

## Historie rodu

### 14. století
Synovci Jana Kamýka z Pokratic, Jindřich, Henych a Jan z Pokratic se přihlásili o dědictví po Peškovi Kamýku z Pokratic, který zemřel v Záluží v roce 1380, jejich žádost byla neúspěšná. Svou žádost neúspěšně zopakovali ještě v roce 1387 a 1389. Jindřich byl harnušmistr (osoba, která pracovala v královských službách a udržovala králův kyrys - odění královo, něm. Harnisch). Tohoto postavení v královských službách si Kamýci z Pokratic tak vážili, že se stalo i dědičným jménem v jejich rodině. Jindřich Kamýk z Pokratic v Zásadě (obec rozkládající se ve 14. století na území dnešní severní části Litoměřic) roku 1394 nabyl funkci při farním kostele sv. Vojtěcha a toto právo zůstalo rodu přes 200 let. Kromě toho Jindřich Kamýk získal do majetku rodu vesnice Babiny a Hlinnou. Jeho ženou byla Kateřina a měl také nevlastního syna Jana Kamýka ze Zahořan. Poslední písemné zmínky o vladykovi Jindřichovi Kamýku z Pokratic pochází z let 1401 a 1406, kdy kostel Všech Svatých v Litoměřicích nadal dvojím ročním platem. V roce 1408 Jindřich zemřel.
Jeho bratr Henych Kamýk z Pokratic měl za ženu Annu a syna Jindřicha. Ti provozovali v letech 1402, 1406 a 1417 patronátní právo v obci Zásada. Henych zemřel v roce 1399. Poté vdova Anna prodala Babiny i Hlinnou v roce 1399 třetímu bratru Janu Kamýku z Pokratic. Následujících sto let neexistují žádné písemné zmínky o rodu Kamýků z Pokratic. Až ze začátku 16. století pochází zmínka o tom, že Kamýci z Pokratic koupili bydlení v Litoměřicích, které si velmi oblíbili.

### 16. století
Franc Kamýk z Pokratic přispěl v roce 1516 na malby menšího kancionálu v Litoměřicích. U těchto rytířských patriciů bylo oblíbené zděděné jméno po předku Henychovi, z něhož se ve 20. letech 16. století nazývali Heniochus, ale krátce na to jméno počeštili na Formánka. V roce 1543 bratří Jaroslav, Zikmund a Řehoř z rodu Kamýků z Pokratic pozvolna splynuli s měšťanstvem, venkovských sídel se pozvolna zbavili a v Litoměřicích přikoupili další domy. Po Zikmundovi zdědila Pokratickou tvrz i s jeho podílem ve vsi dcera Eva, která byla provdána v roce 1593 za Flavína z Rotenfeldu. Po něm se stal majitelem tvrze jeho synovec Jan Kechl z Hollensteina, který také koupil díly patronátního práva u kostela sv. Vojtěcha. V Litoměřicích Ondřej Henych měl s manželkou Kateřinou Helwigovou z Prinzberka, tři syny Václava, Pavla a Zikmunda. Známý spisovatel té doby Pavel Stránský chválil Václava a Zikmunta Henychy jinak Formánky, kteří byli mistry svobodného umění a vzdělávali na litoměřických školách mládež. Zikmund byl školním rektorem a přítelem dramatického umění, které mládež studovala na protestantských i jezuitských školách.

### 17. století
Bitva na Bílé hoře zastihla již jen jednoho člena Kamýků z Pokratic a to Václava Kamýka. Václav byl roku 1626 odsouzen a jeho statek zvaný Henychovský v Pokraticích za 4457 kop grošů odhadnutý a prodaný císařem konventu dominikánského kláštera sv. Maří Magdaleny v Menším Městě pražském. Ostatní grunty za 2410 kop grošů se ujala obec Litoměřice. Tím zanikl rod Kamýků z Pokratic. Poslední zmínka o potomcích rodu Kamýků z Pokratic je Henychova dcera provdaná Nezbedová, která se vrátila z Perny, přijala katolické náboženství a v roce 1676 obdržela vedle císařské resoluce také 1000 kop grošů náhrady od obce Litoměřice.

## Erb
V erbu jejich rodu byl bílý jednorožec na modrém poli.